# گاومیش‌ها
گاومیش‌ها فیلمی به کارگردانی اکبر صادقی و نویسندگی حسن لعل ساختهٔ سال ۱۳۷۵ است.

## بازیگران
- حسن عرب
- فتحعلی اویسی
- محمود دینی
- صفر کشکولی
- حسین ملاقاسمی
- شهره فهیمی
- مجید میرزاییان
- فرهاد خانمحمدی